# Ojocaliente (Calvillo)
Ojocaliente es un poblado ubicado en el estado mexicano de Aguascalientes, específicamente en el municipio de Calvillo. Se encuentra a 45 km de la capital del estado y a 6 km de la cabecera municipal (Calvillo). Está ubicada entre las comunidades de Los Arcos, El Potrero de los López, Colomos, Tepezalilla La fortuna (las cuales son colonias ya de la misma) y Malpaso. Es el segundo más poblado del municipio de Calvillo, su nombre se deriva de los manantiales de agua caliente existentes tiempos atrás.

## Vías de comunicación
Estas son amplias debido a que se encuentra de paso al Boulevar Rodolfo Landeros el cual a su vez permite la llegada a la ciudad capital de Aguascalientes en solo 40 minutos.
También le favorece la afluencia turística de Malpaso ya que es la ruta de acceso rápido desde la ciudad de Aguascalientes.

## Actividades económicas
- En el sector primario destacan la ganadería vacuna y la fruticultura principalmente de la guayaba y pitahaya.
- En el sector secundario destacan las tiendas de abarrotes, fruterías, mueblerias, tiendas de juguetes, internets públicos o cybers, paleterias o neverias, y taquerias.

Cabe mencionar que en Bulevar está instalada una fábrica de pantalones propiedad de Coreanos (KOOS), esta le provee de empleo a un sector muy importante de la población de este municipio Calvillense.
- Para el sector terciario destaca el servicio de Taxis principalmente para el traslado a la cabecera municipal.

## Fiestas
Del 26 de diciembre al 8 de enero se celebra el Trecenario de la Virgen de la Inmaculada Concepción, estas se acompañan con peregrinaciones, misas y rosario. El 8 de enero concluye la fiesta con la procesión de la Virgen, es sacada del templo y la llevan a un recorrido por el pueblo, se ofrece una misa en su honor, concluyendo con la quema de fuegos pirotécnicos.
Los días de fiesta también se acompañan de juegos, jaripeos, peleas de gallos, puestos de comida, juguetes, el teatro del pueblo, donde se realizan actividades como concursos y acompañamientos de bandas, considerando también los eventos deportivos y la coronación de la Reina.

## La Parroquia
La Parroquia de la Inmaculada Concepción abarca las siguientes capillas:
- Los Arcos
- Potrero de los López
- Tepezalilla
- Colomos
- El Maguey
- El Sauz de los Ballin
- La Fortuna